# 東昌大廈

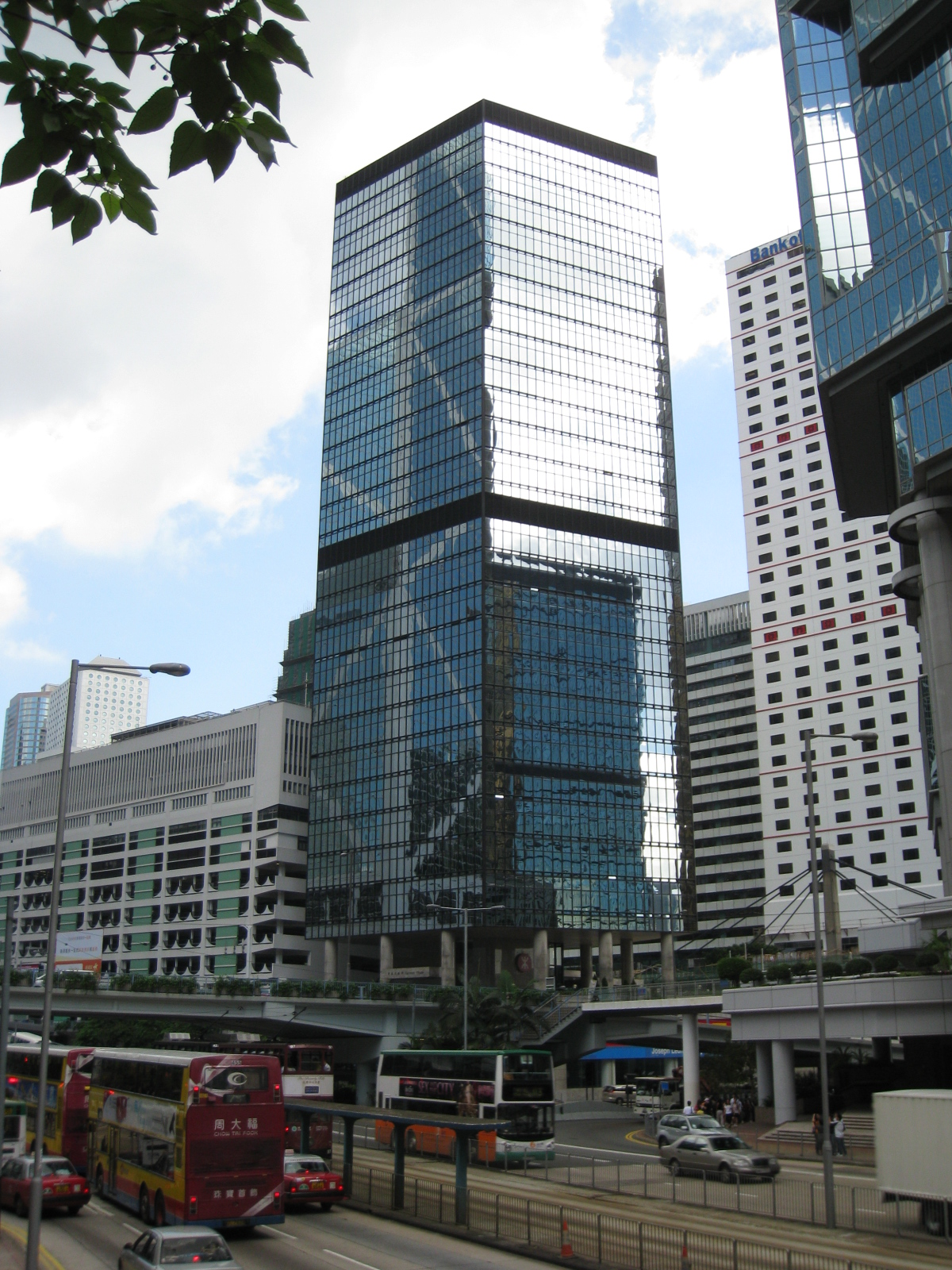
東昌大廈

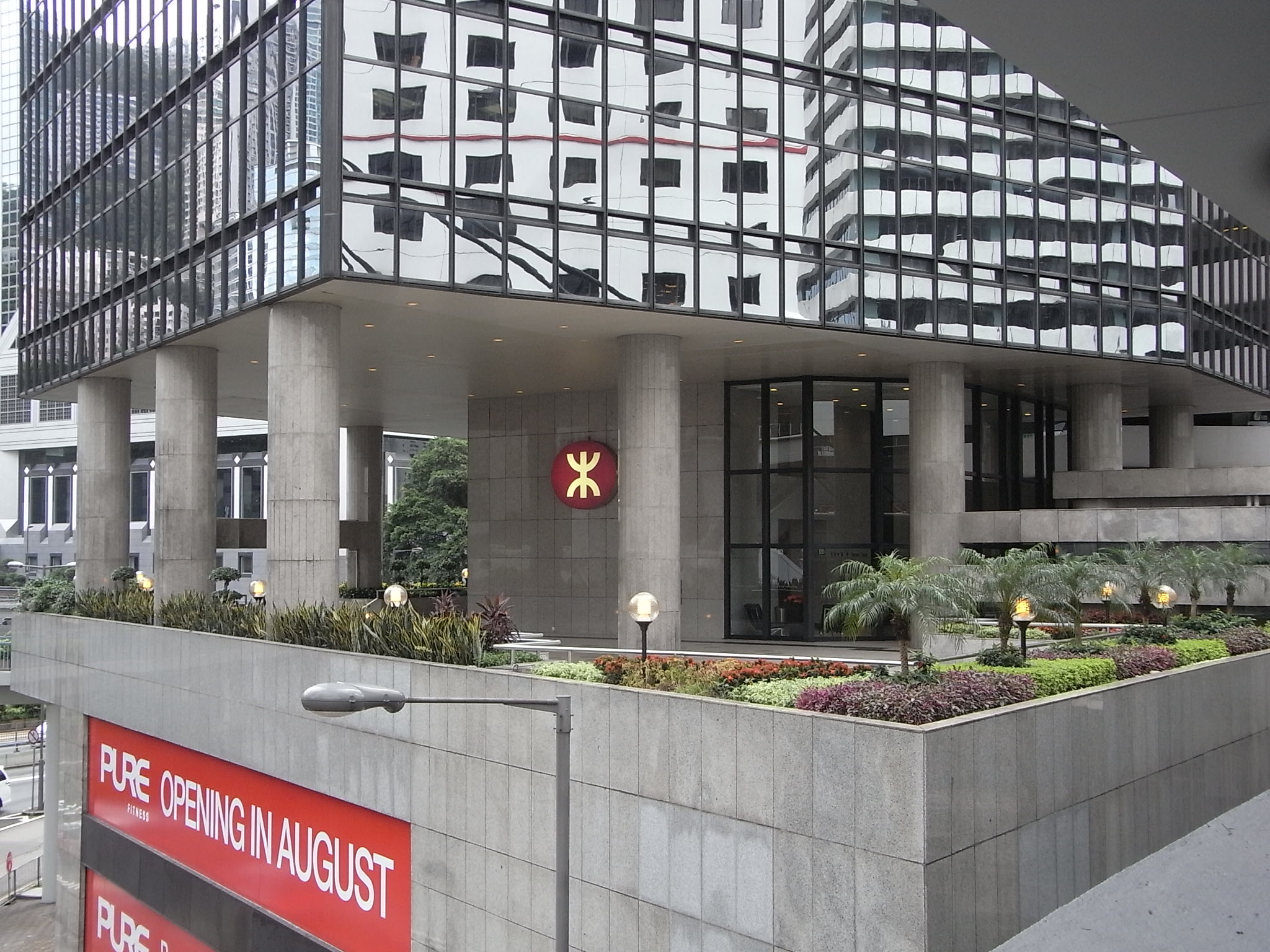
大廈基座

東昌大廈（英語：Fairmont House），原名為「紅棉大廈」，是香港的一座商業大廈，為港鐵金鐘站上蓋項目之一，位於紅棉路8號，內有甲級寫字樓和小型商場。大廈樓高28層，在1982年落成，由前地下鐵路公司、恒隆集團、信和置業及傅老榕家族合作發展，並由租戶之一-「世界船王」何兆豐創立的東昌航運-取得大廈名命權。大廈屬金鐘商業大廈群中，樓面面積較小的一幢，全層樓面約8,824平方呎，相對同區力寶中心、遠東金融中心每層逾萬呎細。目前大廈業權已分散。

## 設施
地下擁特高樓底大堂，鋪有淺色雲石，設落地玻璃引入室外自然光，另一旁設有梳化供用戶使用。另樓層大堂空間仍算充足，每層設有三部客用升降機。另外有戶外平台，有橋樑連接中銀大廈，紅棉道天橋等。

## 租戶
大廈目前有多層全層，當中22-28樓由政府持有，並撥予各部門/法定機構使用，另外香港管理專業協會、泰國駐港總領事館及農銀國際亦於該廈設有辦事處，另亦有律師樓、金融公司等。由於物業用戶單一性較高，故受專業行業追捧。
香港廉政公署在未有總部大樓前，也曾於上述樓層設有辦公室（執行處則設於鄰近的美利道停車場大廈）。

## 鄰近
- 金鐘廊
- 中環站
- 力寶中心
- 金鐘站
- 遠東金融中心
- 美國銀行中心
- 海富中心
- 統一中心
- 中銀大廈

### 鄰近道路
- 紅棉路
- 美利道

## 外部參考
1. ↑  . 工商晚報. 1982-05-15  [2024-05-19]. （原始内容存档于2025-05-02）.
2. ↑  . 立法局工務小組委員會. 1986-10-25.